# Джулиен, Клэр
Клэр Джулиен (англ. Claire Julien; род. 11 января 1995, Лос-Анджелес) — американская актриса.

## Биография
Клэр Элис Пфистер родилась 11 января 1995 года в Лос-Анджелесе, штат Калифорния, США. Отец — американский кинооператор Уолли Пфистер, мать — Анна Джулиен. У Клэр есть брат Ник и сестра Миа.
В 2016 году Клэр окончила институт дизайна и мерчандайзинга в Калифорнии.
Свою кинокарьеру Клэр начала в 2012 году с эпизодической роли в фильме «Тёмный рыцарь: Возрождение легенды». В 2013 году она снялась в роли Хлои в фильме «Элитное общество». Также в 2013 году снялась в клипе группы Phoenix «Chloroform».

## Фильмография
| Год  |   | Русское название                   | Оригинальное название | Роль         |
| ---- | - | ---------------------------------- | --------------------- | ------------ |
| 2012 | ф | Тёмный рыцарь: Возрождение легенды | The Dark Knight Rises | горничная №3 |
| 2013 | ф | Элитное общество                   | The Bling Ring        | Хлоя         |